# Zasloužilý pracovník v kultuře Běloruské republiky
Zasloužilý pracovník v kultuře Běloruské republiky (bělorusky Заслужаны дзеяч культуры Рэспублікі Беларусь) je čestný titul Běloruské republiky. Udílen je prezidentem republiky zaměstnancům kulturních institucí, tisku, médií a dalších organizací za rozvoj kultury.

## Pravidla udílení
Čestné tituly, podobně jako další státní vyznamenání, udílí prezident republiky či jiné osoby v jeho zastoupení. Čestné tituly jsou udíleny na základě vyhlášky prezidenta republiky. K jejich udělení dochází během slavnostního ceremoniálu a oceněnému je předáváno potvrzení o udělení ocenění a odznak.
Čestný titul Zasloužilý pracovník v kultuře Běloruské republiky je udílen za zásluhy o rozvoj kultury vysoce kvalifikovaným pracovníkům kulturních institucí, tisku, rozhlasu, televize a dalších organizací, včetně státních orgánů řídících a regulujících oblast kultury. Toto vyznamenání může být uděleno i spisovatelům, básníkům či amatérským umělcům. Podmínkou pro udělení tohoto ocenění je práce v kultuře po dobu minimálně patnácti let.